# U 46 (U-Boot, 1938)
U 46 war ein deutsches U-Boot vom Typ VII B, das im Zweiten Weltkrieg von der Kriegsmarine eingesetzt wurde.

## Geschichte
Der Auftrag für das Boot wurde am 21. November 1936 an die Germaniawerft in Kiel vergeben. Die Kiellegung erfolgte am 24. Februar 1937, der Stapellauf am 10. September 1938, die Indienststellung unter Kapitänleutnant Herbert Sohler am 2. November 1938.
Das Boot gehörte bis zum 31. Dezember 1939 als Frontboot zur U-Flottille "Wegener" in Kiel. Nach der Neugliederung der U-Flottillen gehörte es vom 1. Januar 1940 bis zum 1. September 1941 als Frontboot zur 7. U-Flottille in Kiel bzw. St. Nazaire. Danach war das Boot bis zum 31. März 1943 Ausbildungsboot in der 26. U-Flottille in Pillau sowie danach bis Oktober 1943 in der 24. U-Flottille in Memel. Das Boot wurde am 17. November 1943 außer Dienst gestellt. Es wurde noch bis Januar 1945 als Schießstandboot der 3. U-Lehrdivision benutzt und bei Kriegsende selbstversenkt.
U 46 absolvierte zwölf Unternehmungen, auf denen 24 Schiffe mit einer Gesamttonnage von 130.962 BRT versenkt wurden.

## Einsatz und Geschichte
Bei Kriegsbeginn gehörte U 46 der U-Flottille Wegener an, die nach dem Kommandanten des kaiserlichen U-Bootes U 27 benannt und in Kiel stationiert war.

### Erste Unternehmung
Das Boot lief am 19. August 1939 um 0.00 Uhr von Kiel aus und am 15. September 1939 um 8.30 Uhr wieder dort ein. Auf dieser 28 Tage dauernden Unternehmung im Nordatlantik westlich von Irland wurden keine Schiffe versenkt oder beschädigt.

### Zweite Unternehmung
Das Boot lief am 3. Oktober 1939 um 23.00 Uhr von Kiel aus und am 7. November 1939 um 22.00 Uhr wieder dort ein. Auf dieser 36 Tage dauernden Unternehmung in den Nordatlantik, wurde ein Schiff mit 7.028 BRT versenkt. Im Verlauf dieser Unternehmung wurde das Boot einer U-Bootgruppe zugeteilt, die nach Maßgaben der von Karl Dönitz entwickelten Rudeltaktik das Gefecht mit alliierten Geleitzügen suchen sollte. Bisher hatten U-Bootunternehmungen auf das mehr oder weniger zufällige Aufspüren und die Versenkung einzeln fahrender Schiffe abgezielt. Als Ende September aber aus den Erkenntnissen des B-Dienstes, der Funkaufklärung des deutschen Marinenachrichtendienstes, abzulesen war, dass sich das alliierte Geleitzugsystem langsam etablierte, sah Dönitz die Gelegenheit gekommen, die Rudeltaktik in die Praxis umzusetzen. Das "erste Rudel" bestand, neben U 46 zudem aus U 45, U 40, U 42 und U 37, auf dem Erich Hartmann, der Flottillenchef der Flottille Hundius, das Kommando übernommen hatte.
- 17. Oktober 1939: Versenkung des britischen Dampfers City of Mandalay (7.028 BRT) (Lage) durch einen G7e-Torpedo. Er hatte Gummi, Tee und Sago geladen und befand sich auf dem Weg von Saigon über Singapur und Port Swettenham und Indien nach Le Havre, London, Dünkirchen nach Glasgow. Das Schiff gehörte zum Konvoi HG-3 mit 25 Schiffen. Es gab zwei Tote und 78 Überlebende.

### Dritte Unternehmung
Das Boot lief am 19. Dezember 1939 um 2.15 Uhr von Kiel aus und am 10. Januar 1940 um 6.00 Uhr wieder dort ein. Auf dieser 22 Tage dauernden und 4.180 sm langen Unternehmung westlich von Irland wurde ein Schiff mit 924 BRT versenkt.
- 21. Dezember 1939: Versenkung des norwegischen Dampfers Rudolf (924 BRT) (Lage) durch einen G7e-Torpedo. Er fuhr in Ballast und war auf dem Weg von Göteborg nach Großbritannien. Es gab keine Toten.

### Vierte Unternehmung
Das Boot lief am 29. Februar 1940 um 7.00 Uhr von Kiel aus, erlitt bald darauf Eisschäden und lief deshalb am 1. März 1940 um 14 Uhr in Helgoland ein. Dort wurden bis zum 3. März 1940 Tauchübungen durchgeführt. Das Boot lief am 5. März 1940 um 14.30 Uhr in Wilhelmshaven ein. Am 11. März 1940 um 14.25 Uhr lief das Boot zum Unternehmen Weserübung von Wilhelmshaven aus und am 23. April 1940 um 10.10 Uhr in Kiel ein. Auf dieser 44 Tage langen und zirka 5.300 sm langen Unternehmung im Westfjord, im Ofotfjord und im Tysfjord wurden keine Schiffe versenkt.

### Fünfte Unternehmung
Das Boot lief am 1. Juni 1940 um 9.30 Uhr von Kiel aus und am 1. Juli 1940 um 5.00 Uhr wieder dort ein. Auf dieser 31 Tage dauernden Unternehmung im Nordatlantik, der Biskaya und vor Kap Finisterre wurden vier Schiffe mit 15.070 BRT und ein Hilfskreuzer mit 20.277 BRT versenkt sowie ein Schiff mit 8.782 BRT beschädigt.
- 6. Juni 1940: Versenkung des britischen Hilfskreuzers Carinthia (20.277 BRT) (Lage) durch einen G7e-Torpedo. Es gab vier Tote.
- 9. Juni 1940: Versenkung des finnischen Dampfers Margareta (2.155 BRT) (Lage) durch einen G7a-Torpedo. Er hatte 1.434 t Erdnüsse geladen und war auf dem Weg von Bathurst nach Greenock. Es gab fünf Tote und 20 Überlebende.
- 11. Juni 1940: Beschädigung des britischen Tankers Athelprince (8.782 BRT) durch zwei G7a-Torpedos. Das Schiff fuhr in Ballast und war auf dem Weg von London nach Cienfuegos. Es gab keine Toten, 59 Überlebende.
- 12. Juni 1940: Versenkung des britischen Dampfers Barbara Marie (4.223 BRT) (Lage) durch einen Torpedo. Er hatte 7.200 t Eisenerz geladen und befand sich auf dem Weg von Pepel (Sierra Leone) über Freetown nach Workington. Das Schiff gehörte zum Konvoi SL-34 mit 30 Schiffen. Es gab 32 Tote und fünf Überlebende.
- 12. Juni 1940: Versenkung des britischen Motorschiffes Willowbank (5.041 BRT) (Lage) durch einen Torpedo. Es hatte 8.750 t Mais geladen und befand sich auf dem Weg von Durban über Freetown nach Hull. Das Schiff gehörte zum Konvoi SL-34. Es gab keine Toten und 51 Überlebende.
- 17. Juni 1940: Versenkung des griechischen Dampfers Elpis (3.651 BRT) (Lage) durch einen Torpedo. Er hatte Weizen geladen und befand sich auf dem Weg von Rosario (Argentinien) nach Avonmouth. Es gab keine Toten und 28 Überlebende.

### Sechste Unternehmung
Das Boot lief am lief am 1. August 1940 um 10.00 Uhr von Kiel aus und am 6. September 1940 um 7.45 Uhr in Lorient ein. Auf dieser 34 Tage dauernden Unternehmung im Nordatlantik und dem Nordkanal wurden fünf Schiffe mit 19.502 BRT und ein Hilfskreuzer mit 15.007 BRT versenkt.
Am 3. August 1940 entdeckte das britische U-Boot HMS Triad, das sich auf der Rückkehr von einer Patrouille nördlich von Bergen befand, das aufgetaucht fahrende U 46. Da die Triad bei langsamer Unterwasserfahrt keine gute Position für einen Torpedoangriff fand, tauchte sie auf und griff U 46 um 22.30 Uhr mit seiner 4-inch-Bordkanone an. Kapitänleutnant Endrass verzichtete auf einen Gegenangriff und ließ U 46 tauchen. Die Triad tauchte ebenfalls und versuchte, das deutsche Boot zu jagen, verlor jedoch den Kontakt. Am 4. August 1940 um 12.50 Uhr lief U 46 zur Reparaturarbeiten Bergen an; am 8. August 1940 um 20.00 Uhr lief es wieder aus.
- 16. August 1940: Beschädigung des niederländischen Motorschiffes Alcinous (6.189 BRT) durch einen Torpedo. Es hatte Stückgut geladen und befand sich auf dem Weg von Swansea nach Java. Es gehörte zum Konvoi OB-197.
- 20. August 1940: Beschädigung des griechischen Dampfers Leonidas M. Valmas (2.080 BRT) durch einen Torpedo so schwer, dass er beim Einschleppen nach Greenock in der Kames Bay sank. Er hatte Bretter, Bohlen und Leisten geladen und befand sich auf dem Weg von Halifax (Nova Scotia) nach Dublin. Es gab 16 Tote.
- 27. August 1940: Versenkung des britischen Hilfskreuzers Dunvegan Castle (15.007 BRT) (Lage) durch drei Torpedos. Er gehörte zur Sicherung des Konvois SL-43 mit 47 Schiffen. Es gab 27 Tote und 250 Überlebende.
- 31. August 1940: Versenkung des belgischen Dampfers Ville de Hasselt (7.461 BRT) (Lage) durch einen Torpedo. Er hatte ca. 800–900 t Stückgut geladen und befand sich auf dem Weg von Liverpool nach New York. Es gab keine Toten und 63 Überlebende. Das Schiff war bereits von U 38 beschädigt worden.
- 2. September 1940: Versenkung des britischen Dampfers Thornlea (4.251 BRT) (Lage) durch Artillerie und einen Torpedo. Er hatte 6.400 Kohle geladen und war auf dem Weg von Swansea nach Montreal. Das Schiff gehörte zum aufgelösten Konvoi OB-205 mit 32 Schiffen. Es gab drei Tote und 33 Überlebende.
- 2. September 1940: Versenkung des britischen Dampfers Bibury (4.616 BRT) (Lage) durch einen Torpedo. Er hatte 7.465 t Kohle geladen und befand sich auf dem Weg von Cardiff nach Buenos Aires. Das Schiff gehörte zum aufgelösten Konvoi OB-205. Es war ein Totalverlust mit 36 Toten.
- 4. September 1940: Versenkung des irischen Dampfers Luimneach (1.074 BRT) (Lage) durch Artilleriebeschuss. Er hatte 1.250 t Kupferkies geladen und befand sich auf dem Weg von Huelva nach Drogheda. Es gab keine Toten und 18 Überlebende.

### Siebente Unternehmung
Das Boot verlegte am 20. September 1940 um 17.30 Uhr von Lorient nach St. Nazaire, wo es am 21. September 1940 um 13.30 Uhr einlief. Am 23. September 1940 um 7.30 Uhr lief es von St. Nazaire aus und am 29. September 1940 um 18.37 Uhr wieder dort ein. Auf dieser sieben Tage dauernden Unternehmung im Nordatlantik und der Biskaya wurden zwei Schiffe mit 3.921 BRT versenkt.
- 26. September 1940: Versenkung des britischen Dampfers Coast Wings. (862 BRT) durch einen Torpedo. Er hatte Stückgut geladen und befand sich auf dem Weg nach Lissabon. Das Schiff gehörte zum Konvoi OG-43. Es war ein Totalverlust mit 16 Toten.
- 26. September 1940: Versenkung des schwedischen Dampfers Siljan (3.058 BRT) durch einen Torpedo. Er hatte Kohle geladen und befand sich auf dem Weg von Cardiff nach Lissabon. Es gab neun Tote.

### Achte Unternehmung
Das Boot lief am 13. Oktober 1940 um 14.00 Uhr von St. Nazaire aus und am 29. Oktober 1940 um 14.00 Uhr in Kiel ein. Auf dieser 17 Tage dauernden und zirka 3.150 sm langen Unternehmung im Nordkanal und bei der Rockall-Bank wurden fünf Schiffe mit 22.966 BRT versenkt und ein Schiff mit 4.947 BRT beschädigt.
- 18. Oktober 1940: Versenkung des schwedischen Dampfers Convallaria (1.996 BRT) (Lage) durch einen Torpedo. Er hatte 821 Kubikfuß Holzschliff geladen und befand sich auf dem Weg von St. John’s nach Ridham Dock. Das Schiff gehörte zum Konvoi SC-7 mit 35 Schiffen. Es gab keine Toten.
- 18. Oktober 1940: Versenkung des britischen Dampfers Beatus (4.885 BRT) (Lage) durch einen Torpedo. Er hatte 1.926 t Stahl und 5.874 t Bauholz geladen und befand sich auf dem Weg von Three Rivers über Sydney zum Tyne und Middlesbrough. Das Schiff gehörte zum Konvoi SC-7. Es gab keine Toten und 37 Überlebende.
- 18. Oktober 1940: Versenkung des schwedischen Dampfers Gunborg (1.572 BRT) (Lage) durch einen G7e-Torpedo. Er hatte 850 Kubikfuß Holzschliff geladen und war auf dem Weg von Halifax (Nova Scotia) nach Ridham Dock. Das Schiff gehörte zum Konvoi SC-7. Es gab keine Toten und 23 Überlebende.
- 19. Oktober 1940: Beschädigung des britischen Dampfers Wandby. (4.947 BRT) durch einen G7e-Torpedo. Es wurde am gleichen Tag von U 47 versenkt.
- 19. Oktober 1940: Versenkung des britischen Dampfers Ruperra (4.548 BRT) (Lage) durch einen G7e-Torpedo. Er hatte Stahlbleche, Schrott und Flugzeuge geladen und befand sich auf dem Weg von New York über Greenock nach Leith. Das Schiff gehörte zum Geleitzug HX 79. Es gab 31 Tote und sieben Überlebende.
- 20. Oktober 1940: Versenkung des schwedischen Tankers Janus (9.965 BRT) (Lage) durch einen G7e-Torpedo. Der Frachter zerbrach durch den Treffer mittschiffs – beide Teile trieben noch einige Zeit, bevor sie versanken. Die Janus hatte 13.855 t Heizöl geladen und befand sich auf dem Weg von Curaçao zum Clyde. Das Schiff gehörte zum Konvoi HX-79. Es gab vier Tote und 33 Überlebende.

### Neunte Unternehmung
Das Boot lief am 12. Februar 1941 um 8.00 Uhr von Kiel aus und am 4. März 1941 um 12.00 Uhr in St. Nazaire ein. Auf dieser 21 Tage dauernden und zirka 2.900 sm langen Unternehmung im Nordatlantik wurden keine Schiffe versenkt oder beschädigt.

### Zehnte Unternehmung
Das Boot lief am 15. März 1941 um 16.15 Uhr von St. Nazaire aus und am 10. April 1941 um 18.40 Uhr wieder dort ein. Auf dieser 26 Tage dauernden und zirka 4.600 sm langen Unternehmung westlich von Irland wurden drei Schiffe mit 17.465 BRT versenkt und ein Schiff mit 4.313 BRT beschädigt.
- 29. März 1941: Versenkung des schwedischen Dampfers Liguria (1.751 BRT) (Lage) durch einen G7e-Torpedo. Er hatte eine unbekannte Ladung und befand sich auf dem Weg von London nach Las Palmas. Das Schiff gehörte zum Konvoi OB-302. Es gab 19 Tote und zehn Überlebende.
- 31. März 1941: Versenkung des schwedischen Tankers Castor (8.714 BRT) (Lage) durch einen G7a-Torpedo. Er hatte 12.000 t Öl geladen und befand sich auf dem Weg von New Orleans nach Göteborg. Es gab 15 Tote und zwölf Überlebende.
- 2. April 1941: Versenkung des britischen Tankers British Reliance (7.000 BRT) (Lage) durch einen G7e-Torpedo. Er hatte 9.967 t Treiböl sowie zwei Passagiere an Bord und befand sich auf dem Weg von Aruba über Halifax (Nova Scotia) zum Clyde. Das Schiff gehörte zum Konvoi SC-26 mit 24 Schiffen. Es gab keine Toten und 50 Überlebende.
- 3. April 1941: Beschädigung des britischen Dampfers Alderpool. (4.313 BRT) durch einen Torpedo. Er hatte 7.200 t Weizen geladen und befand sich auf dem Weg von New York über Sydney (Nova Scotia) nach Hull. Das Schiff gehörte zum Konvoi SC-26 und wurde am 3. April 1941 von U 73 versenkt.

### Elfte Unternehmung
Das Boot lief am 15. Mai 1941 um 18.45 Uhr von St. Nazaire aus und am 13. Juni 1941 um 11.00 Uhr wieder dort ein. Auf dieser 29 Tage dauernden und zirka 4.800 sm langen Unternehmung im Nordatlantik wurden zwei Schiffe mit 10.893 BRT versenkt und ein Schiff mit 5.207 BRT beschädigt.
- 8. Juni 1941: Beschädigung des britischen Tankers Ensis (6.207 BRT) durch einen Torpedo. Er fuhr in Ballast und war auf dem Weg von London nach Curaçao.
- 8. Juni 1941: Versenkung des britischen Dampfers Trevarrack (5.270 BRT) (Lage) durch einen Torpedo. Er fuhr in Ballast, hatte sieben Passagiere an Bord und war auf dem Weg von Glasgow nach Montreal. Das Schiff gehörte zum aufgelösten Konvoi OB-329 mit 41 Schiffen. Es war ein Totalverlust mit 45 Toten.
- 9. Juni 1941: Versenkung der britischen Dampfers Phidias (5.623 BRT) (Lage) durch Artilleriebeschuss. Er hatte 3.500 t Militärgüter und 14 Flugzeuge geladen und befand sich auf dem Weg von Greenock nach Kapstadt. Das Schiff gehörte zum aufgelösten Konvoi OB-330 mit 38 Schiffen. Es gab acht Tote und 43 Überlebende.

### Zwölfte Unternehmung
Das Boot lief am 26. Juli 1941 um 17.30 Uhr von St. Nazaire aus und lief am 26. August 1941 um 9.50 Uhr in Kiel ein. Auf dieser 32 Tage dauernden Unternehmung im Nordatlantik wurden keine Schiffe versenkt oder beschädigt.

## Verbleib
Zum 2. September 1941 wechselte das Boot aus dem aktiven Frontdienst in die 26. Flottille um als Ausbildungsboot zu fungieren. Dort wurde es bis zum 31. März 1942 genutzt. Danach gehörte das Boot zur 24. Flottille.
Am 1. Oktober 1943 wurde das Boot außer Dienst gestellt, danach als Schießstandboot benutzt und am 4. Mai 1945 in der Kupfermühlenbucht bei Flensburg auf der Position 54° 50′ N, 9° 29′ O gemäß dem lange bestehenden Regenbogen-Befehl von seiner Besatzung selbstversenkt.
U 46 verlor während seiner Dienstzeit vier Besatzungsmitglieder.